# هوای تازه (رمان)
هوای تازه (انگلیسی: Coming Up for Air) هفتمین کتاب نویسندهٔ انگلیسی جورج اورول است، که در ژوئن سال ۱۹۳۹ میلادی توسط ویکتور گولانچ منتشر گردید. این رمان میان سال‌های ۱۹۳۸ تا ۱۹۳۹ نوشته شد. این نوشتار درحالی صورت پذیرفت که جرج اورول در مستعمره فرانسه، مراکش،در بستر بیماری به‌سر می‌برد. او نسخه خطی کامل شده را پس از بازگشت به لندن در مارس ۱۹۳۹ به «ویکتور گلانچ» تحویل داد.
این هفتمین رمان جورج اورول است و در سال ۱۹۳۹ و در حین جنگ جهانی دوم چاپ شد. این رمان حال و هوای انگلستان پیش و پس از جنگ را با هم مقایسه می‌کند.

## ترجمه‌ها به فارسی
- تنفس، فرید رضوی، انتشارات کوشش، چاپ اول ۱۳۶۲
- هوای تازه، گلرخ سعیدنیا، انتشارات هرم، چاپ اول ۱۳۷۲
- هوای تازه، الهه وحید کیا، نشر اختر، چاپ اول ۱۳۸۹
- تنفس در هوای تازه، زهره روشنفکر، انتشارات مجید،چاپ دوم ۱۳۹۲